# المغنية الصلعاء
المُغنيّة الصّلعاء (بالفرنسية: La Cantatrice chauve)‏ - وتُترجم حرفيًا من الفرنسية إلى السوبرانو الصلعاء أو المغنية الأولى الصلعاء – هي أول مسرحية كتبها الكاتب المسرحي الروماني-الفرنسي أوجين يونسكو.
قام نيكولا باتاي بإخراج العرض الأول في 11 مايو 1950 على خشبة مسرح نوكتامبول في باريس. ومنذ عام 1957، عُرضت المسرحية بشكل دائم في مسرح لا هوشيت، الذي حصل على جائزة موليار الشرفية عن عروضه. وتحمل المسرحية الرقم القياسي العالمي كأطول مسرحية تُعرض باستمرار في نفس المسرح.
وعلى الرغم من أنها لم تحظَ باهتمام في البداية، فإن المسرحية حظيت لاحقًا بدعم عدد من الكتّاب والنقاد المعروفين، وفي نهاية المطاف نالت استحسان النقاد. وبحلول ستينيات القرن العشرين، كانت المغنية الصلعاء قد أُدرجت ضمن الكلاسيكيات الحديثة، وتُعد من الأعمال الرائدة والمهمة في مسرح العبث. وبعدد قياسي من التفسيرات، أصبحت واحدة من أكثر المسرحيات عرضًا في فرنسا.

## نظرة عامة
تُعبر المسرحية عن ذروة الفصام الإنساني، كما تعتبر واحدة من أشهر الأعمال التي تجسد مدرسة العبث وتلخّص جوانبها وملامحها.
تمجد المسرحية مسرح اللامعقول، أو المسرح العبثي، أو المسرح المضاد، مسرح من دون أبطال، من دون حبكة قصصية ولا قضية تشد المتفرج إليها، من دون بداية ولا نهاية، مسرح تأخذ فيه السخرية أعلى قممها، والعبث سيد الموقف فيه، تسخر من وحدة الإنسان، تسخر من البرجوازية ومن أحكامها التسلطية.
تعتمد المسرحية على شخصيتين: الزوج والزوجة، هذان اللذان يفقدان الشعور ببعضهما البعض، ويعجزان عن التواصل. هذه الحالة تُترجم صعوبة التواصل الإنساني وتُعلي من لواء الاغتراب، وعدم الانتماء إلى الآخر؛ وحتى إلى الذات في بعض الأحيان. 